# ジェットアジア・エアウェイズ
ジェットアジア・エアウェイズ (JetAsia Airways)は、タイの航空会社である。

## 概説
2009年12月に設立し、2010年10月に免許航空運送事業を認可された。ボーイング767型機を使用して定期便、チャーター便を運航している。
2013年1月から初の定期便となるプーケット-北京線を運航開始した。
2014年9月25日、日本の国土交通省より、外国人国際航空運送事業の経営許可を受け、同年10月2日より成田国際空港へ定期便を運航する。
なお、同社のICAOコードであるJAAは、日本アジア航空がかつて使用していた。

## 就航路線
- タイ
  - バンコク/スワンナプーム、プーケット
- 中国[4]
  - 天津、南京、瀋陽、重慶、ハルビン、北京、長沙
- 韓国[5]
  - 大邱、釜山
- 日本
  - 東京/成田 (2014年10月2日より[6])

### チャーター便
- バンコク-東京/成田 (2012年2月10日から2012年5月8日まで、2012年7月13日から2012年9月30日までの間 H.I.S.により、1日1往復運航された[7]。2013年7月19日から8月3日まで、アジア・アトランティック・エアラインズの就航が遅れるため、H.I.S.によりチャーター便が運航される[8]。)
- バンコク-大阪/関西 （2013年8月20日から2013年8月31日まで、H.I.S.によるチャータ便として運航予定[9]）

## サービス
無償で機内食、ソフトドリンクの提供がされる。機内エンタテインメントサービスは無い。

## 保有機材

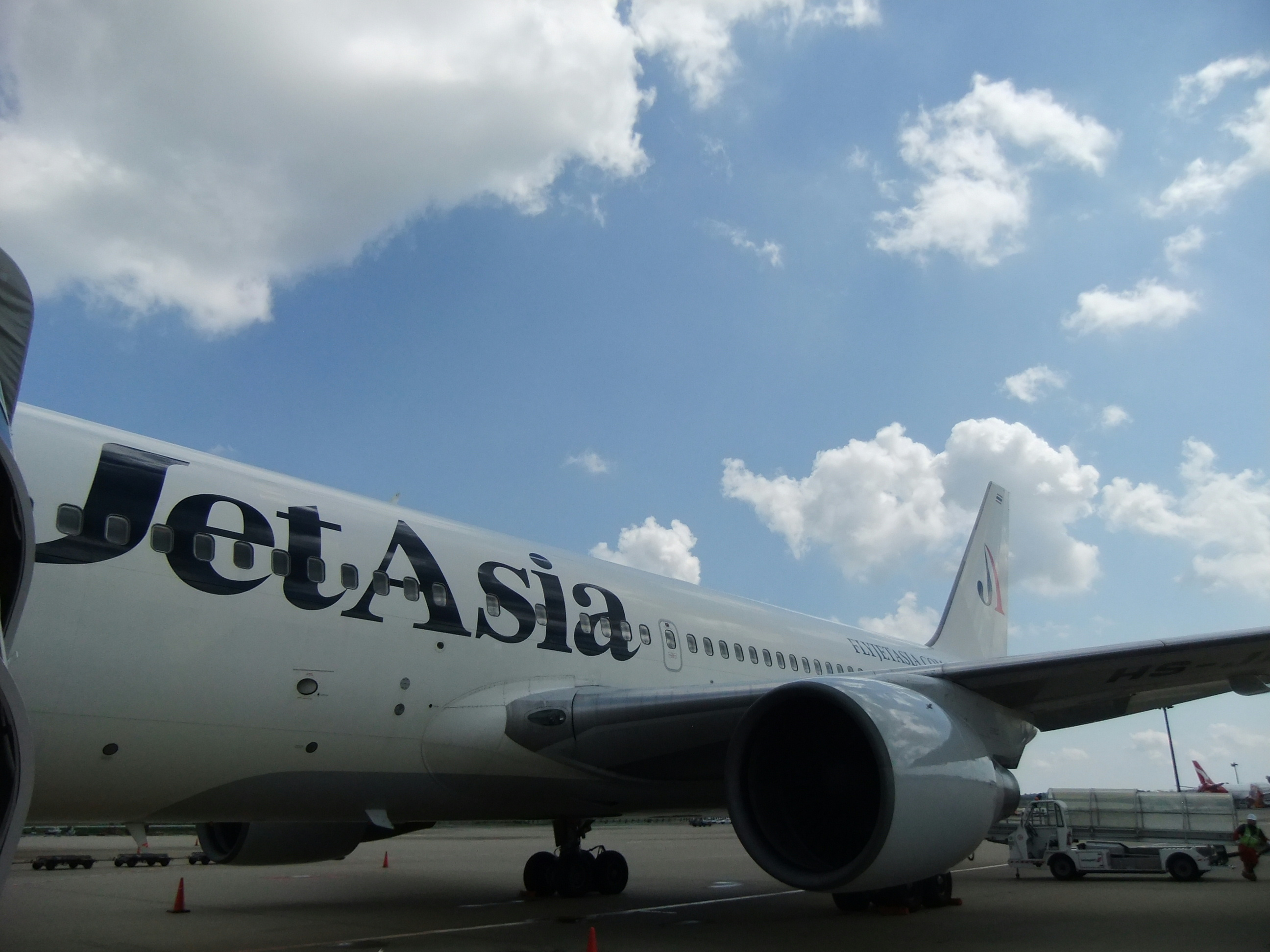
ボーイング767-200型機

- ボーイング767-200型機 : 3機
- ボーイング767-200ER型機 : 1機
- ボーイング767-300ER型機 : 1機